# Sergei Ratnikov
Sergei Ratnikov (Pärnu, 21 novembre 1959) è un ex calciatore estone, di ruolo centrocampista.

## Biografia
Anche i suoi figli Daniil ed Eduard sono calciatori professionisti.

## Palmarès

### Club

#### Competizioni nazionali
- Campionato estone: 2

Flora Tallinn: 1993-1994, 1994-1995
- Coppa di Estonia: 1

Flora Tallinn: 1994-1995